# شوط (إيران)
شوط هي مدينة تقع في إيران في أذربيجان الغربية. يقدر عدد سكانها بـسال 2016 (25381) نسمة.[بحاجة لمصدر]